# Echinorhynchus cryophilus
Echinorhynchus cryophilus är en hakmaskart som först beskrevs av Sokolowskaja 1962.  Echinorhynchus cryophilus ingår i släktet Echinorhynchus och familjen Echinorhynchidae. Inga underarter finns listade i Catalogue of Life.